# Redhakhol
Redhakhol (o Rairakhol, Rampur, Ranpur) è una città dell'India di 13.722 abitanti, situata nel distretto di Sambalpur, nello stato federato dell'Orissa. In base al numero di abitanti la città rientra nella classe IV (da 10.000 a 19.999 persone).

## Geografia fisica
La città è situata a 21° 4' 0 N e 84° 20' 60 E e ha un'altitudine di 181 m s.l.m..

## Società

### Evoluzione demografica
Al censimento del 2001 la popolazione di Redhakhol assommava a 13.722 persone, delle quali 7.222 maschi e 6.500 femmine. I bambini di età inferiore o uguale ai sei anni assommavano a 1.922, dei quali 938 maschi e 984 femmine. Infine, coloro che erano in grado di saper almeno leggere e scrivere erano 9.055, dei quali 5.462 maschi e 3.593 femmine.